# Mundrabilla (Meteorit)
Koordinaten: 30° 47′ 0″ S, 127° 33′ 0″ O
Der Mundrabilla-Meteorit ist ein Eisenmeteorit, der im Nullarbor Plain in Westaustralien niederging und noch in der Erdatmosphäre fragmentiert wurde. Der Einschlag des Meteoritenschauers fand vermutlich vor mehreren Millionen Jahren statt. Mit einer Gesamtmasse von 24 Tonnen gehört er weltweit zu den größten Meteoritenfunden.

## Etymologie
Der Mundrabilla-Meteorit ist nach der Ortschaft Mundrabilla Siding benannt, in deren Nähe die Einschläge erfolgten.

## Fundort
Vom Mundrabilla-Meteoriten wurden Bruchstücke an verschiedenen Lokalitäten aufgefunden, die aber alle bei Mundrabilla Siding im Nullarbor Plain relativ eng beieinander liegen (60 Kilometer langer und 30 Kilometer breiter, West-Ost-orientierter Streukegel, der Meteorit kam von Westen). Die verschiedenen Fragmente gehören wahrscheinlich zu einem einzigen Boliden, der beim Eintritt in die Erdatmosphäre durch Ablation disintegrierte.

## Geschichte

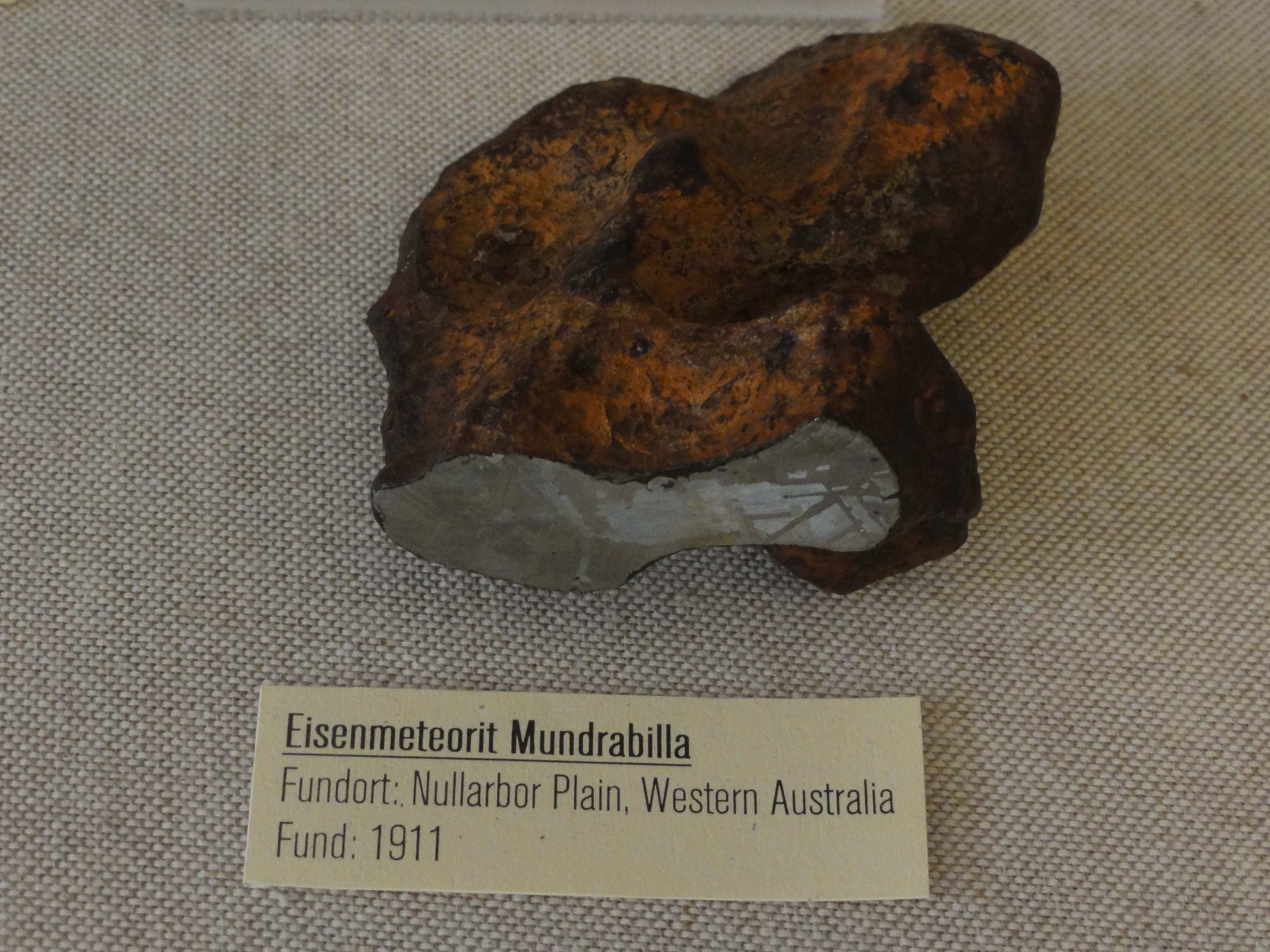
Erstfund des Mundrabilla-Meteoritenschauers von 1911

Der Erstfund eines 112 Gramm schweren, mittleren Om-Oktaedriten mit 0,5 bis 1,3 Millimeter breiten Kamacit-Bändern geht auf das Jahr 1911 zurück. Der Entdecker war H. Kent, der ihn als Premier Downs I bezeichnete. Noch im selben Jahr fand er 13 Kilometer weiter westlich ein weiteres, 116 Gramm schweres Stück, das er Premier Downs II taufte. Ein 99 Gramm schwerer Oktaedrit, Premier Downs III, wurde 1918 entdeckt. Um 1962 tauchte ein weiteres, 108 Gramm schweres Fragment bei der Loongana Station auf, Finder war ein Herr Harrison. 1965 kamen drei weitere Bruchstücke mit 94,1, 45 und 38,8 Gramm hinzu, die 16 Kilometer nördlich von Mundrabilla Siding von W. A. Crowle aufgelesen wurden.
Spektakulär waren jedoch die Funde der beiden Geologen R. B. Wilson und A. M. Cooney im April 1966. Sie stießen im Verlauf einer Kartierung auf zwei riesige, zusammenpassende Eisenmeteoriten, die 9980 und 5540 Kilogramm wogen und nur 180 Meter voneinander entfernt lagen. Sie waren von einer großen Anzahl von kleineren Bruchstücken umgeben. Der schwerste Meteorit bekam die Bezeichnung Mundrabilla I. Er ist der elftschwerste Meteorit, der jemals entdeckt wurde (Stand 2012) und der schwerste Meteorit Australiens. Der 9980 Kilogramm wiegende Eisenmeteorit befindet sich jetzt im Western Australian Museum. Ein Fragment des Meteoriten Mundrabilla II ließ Paul Ramdohr durch ein in Adelaide zu Besuch weilendes deutsches Marineschiff mit Genehmigung der Behörden in den 1960er Jahren nach Deutschland holen. Der nicht ganz 6 Tonnen schwere Meteorit wurde im Max-Planck-Institut in Heidelberg zersägt. Eine Scheibe gelangte nach Moskau und eine weitere nach London für weitere Forschungen.
Von W. H. Butler wurde 1967 noch ein kleiner Nachzügler von 66,5 Gramm als Loongana Station West tituliert.
Zwei weitere Bruchstücke mit einem Gesamtgewicht von 1640 Kilogramm (840 und 800 Kilogramm) wurden 1979 von A. J. Carlisle gefunden.

## Klassifizierung
Die Mundrabilla-Meteoritenfragmente sind mittlere Om-Oktaedriten und  gehören zur IAB-Gruppe der Eisenmeteoriten (IAB-ung). Zusammen mit dem Waterville-Meteorit bilden sie das Mundrabilla-Duo oder Mundrabilla-Grüppchen.

## Zusammensetzung

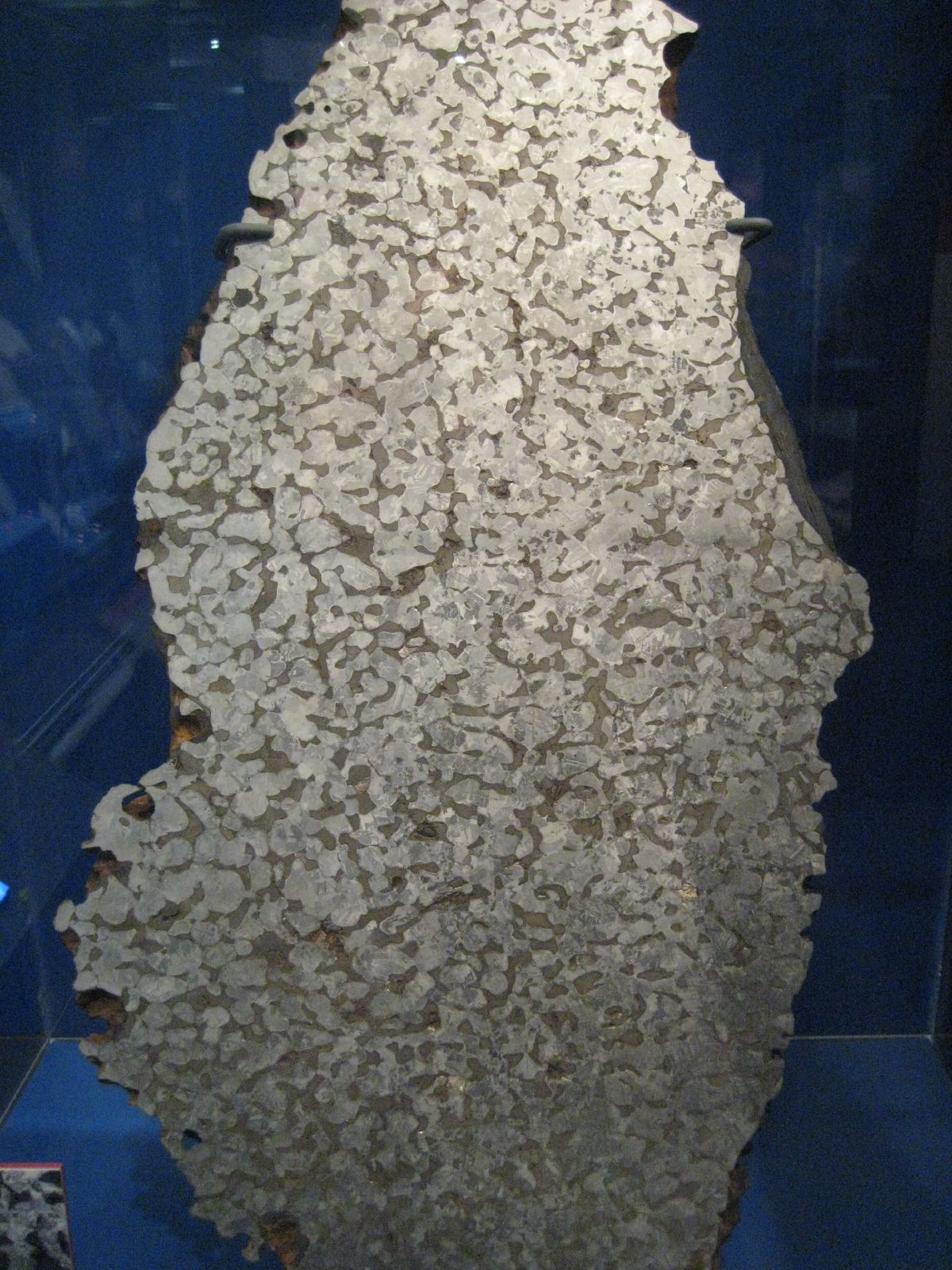
Angesägtes Handstück des Mundrabilla-Meteoriten, befindet sich jetzt im National Museum of Natural History

### Mineralogie
Neben Kamacit ((Fe, Ni)) und Taenit ((Fe,Ni)) als Hauptbestandteilen enthalten die Mundrabilla-Meteoritenfragmente Troilit-Einschlüsse (FeS),  Plessit  sowie Graphit (C), Schreibersit ((Fe, Ni, Co)3P) und Daubréelith (Fe2+Cr3+2S4) als Akzessorien.

### Chemische Zusammensetzung
Der Meteorit ist zu 75 % aus Nickel-Eisen und zu 25 % aus Troilit, einem Eisensulfid, zusammengesetzt, wobei der Troilit in Form von größeren Einschlüssen vorliegt.
- 92 % Eisen
- 7,72 % Nickel
- 59,5 ppm Gallium
- 196 ppm Germanium
- 0,87 ppm Iridium

## Entstehung

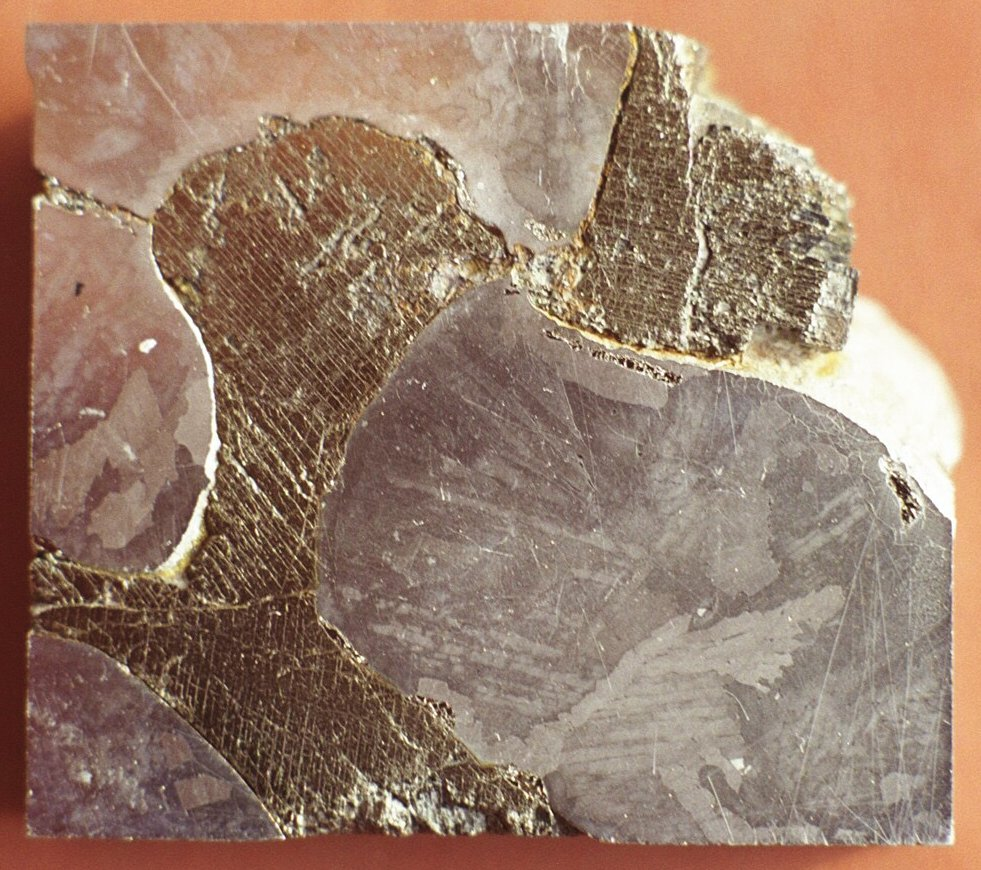
Angeätzte Oberfläche von Mundrabilla II, schön zu erkennen die bronzefarbenen Troiliteinschlüsse

Normalerweise kommen Schwefelverbindungen (wie Troilit) in Asteroiden in einer Zone zwischen dem inneren metallischen Kern und der silikatischen Kruste vor.  Bei der Entstehung der Asteroiden kühlt der Kern sehr langsam aus und bildet Kristalle. Schwefelreiche Verbindungen, die in flüssiger Form vorliegen, werden daher in die Außenbereiche verdrängt.
Dagegen kühlte der Kern des Ursprungskörpers des Mundrabilla-Meteoriten wesentlich schneller aus, so dass die Schwefelverbindungen nicht mehr abfließen konnten, sondern im Kern eingebaut wurden. Schätzungen haben ergeben, dass der Ursprungskörper um etwa 500 °C pro Jahr abkühlte, was ungewöhnlich schnell ist.
Paradoxerweise besitzen die Eisen-Nickel-Bereiche des Meteoriten Strukturen, die eine extrem langsame Abkühlung des Kerns nahelegen, mit etwa 1° in einer Million Jahren. Dies war nur in Ursprungskörpern möglich, die groß genug waren um den Kern vor rascher Auskühlung zu bewahren und in denen zusätzlich Wärme aufgrund radioaktiver Zerfallsprozesse erzeugt wurde.
Somit gibt die Entstehung des Mundrabilla-Meteoriten einige Rätsel auf, da hier zwei gegensätzliche Mechanismen (schnelle Abkühlung der Troilitbereiche – langsame Abkühlung der Nickel-Eisenzonen) zum Tragen kamen.

## Alter
Bereits 1979 konnte Niemeyer am Mundrabilla-Meteoriten mittels der Argon-Methode ein Alter von 4570 ± 60 Millionen Jahre BP ermitteln. Dieses Ergebnis stellt das bisher höchste Alter eines Meteoriten dar.